# Bartolomé de Medina
Bartolomé de Medina est un théologien espagnol, né à Medina de Rioseco, Espagne, en 1527. Il était professeur de théologie à l'Université de Salamanque et membre de l'École de Salamanque.

## Biographie
Bartolomé de Medina entre dans l'Ordre des Prêcheurs à Salamanque en 1546. Il étudie à Salamanque où il fréquenta les cours de Melchor Cano et de Domingo de Soto. En 1570 il devint maître de théologie, en 1573 professeur titulaire de la chaire de « Durand » et en 1576 de la chaire de « Prima ». En 1577 il publia la Expositio in Primam Secundæ Angelici Doctoris Thomæ Aquinatis et l'année suivante la Expositio in Tertiam Doctoris Thomæ Partem, toutes les deux à Salamanque. Il est mort à Salamanque le 31 décembre 1580.

## Œeuvres
Ses œuvres principales sont ses commentaires In IIIam partem (Salamanque, 1578) et In Ia-IIae partem (Salamanque, 1577), ainsi que sa Brève introduction sur la manière d'administrer le sacrement et la pénitence. Bartolomé de Medina est considéré le fondateur du probabilisme, qui stipule que l'on peut suivre un cours d'action qui a peu de probabilité, même si l'opposé est plus probable. Le probabilisme a soulevé beaucoup de condamnations et de divisions parmi les théologiens en raison du laxisme moral qu'elle était supposée entraîner. La doctrine sera adoptée de manière modérée par un dominicain comme Domingo Báñez, mais elle aura surtout un grand succès parmi les théologiens de la Compagnie de Jésus. Au XVIIe siècle, elle connut quelques très ardents défenseurs, en particulier le cistercien Juan Caramuel y Lobkowitz.

## Sources
- Anne-Sophie Godfroy-Genin, « De la doctrine de la probabilité à la théorie des probabilités (thèse de philosophie) ».
- Daniel Joseph Kennedy, « Bartholomew Medina », dans Catholic Encyclopedia, 1911 (lire en ligne).
- Jacob Schmutz, « Bartolomé de Medina », dans Scholasticon (lire en ligne).